# Labrus mixtus

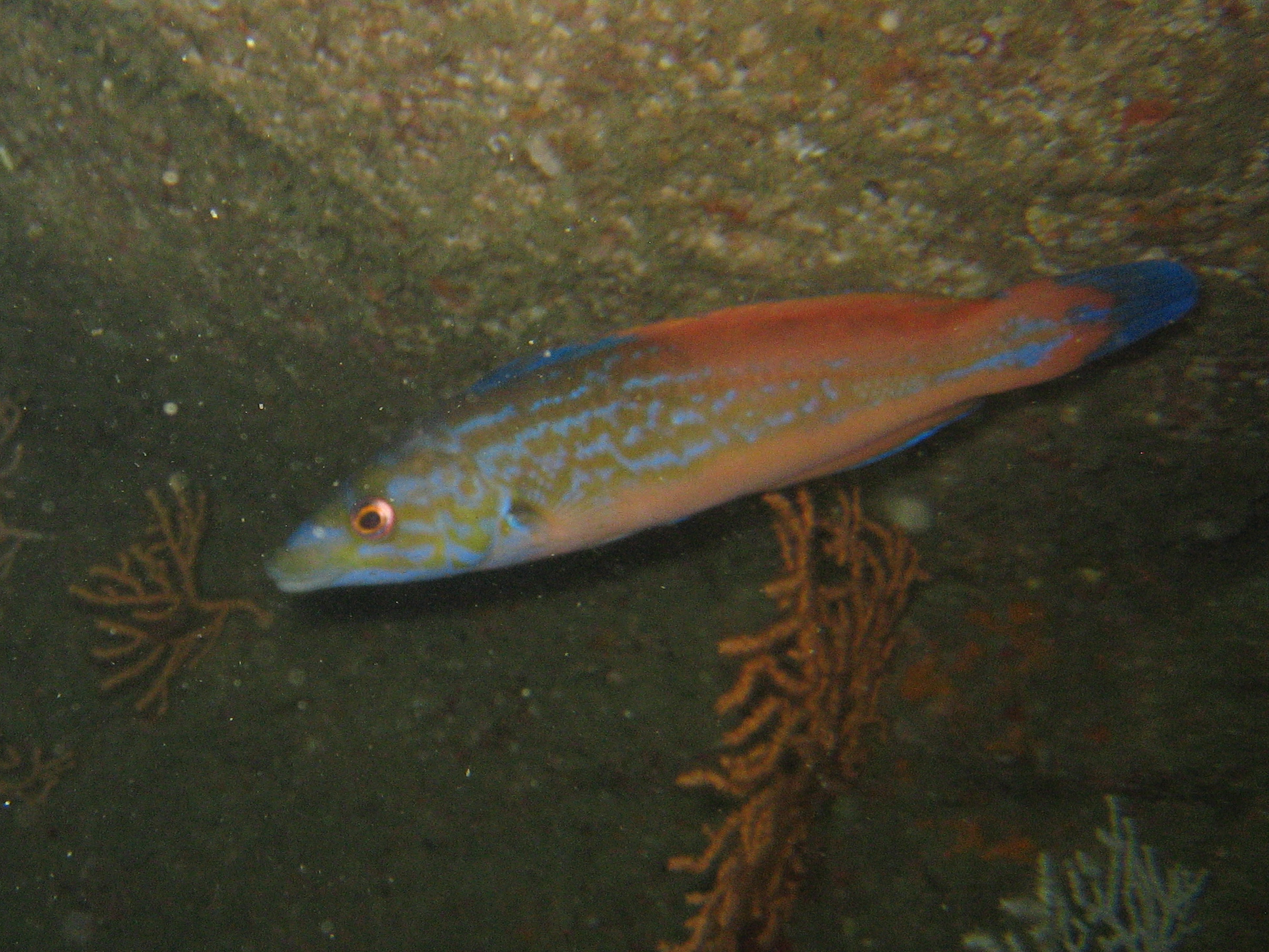
Un esemplare in un crepaccio

Il tordo fischietto (Labrus mixtus Linnaeus, 1758) è un pesce osseo di mare appartenente alla famiglia Labridae.

È anche impropriamente noto come Labrus bimaculatus, oggi considerato un sinonimo di Cichlasoma bimaculatum (Linnaeus, 1758), la specie originariamente descritta con quel nome.

## Distribuzione e habitat
Il suo areale atlantico va dalla Norvegia al Senegal e comprende il mar Mediterraneo, soprattutto occidentale, dove non è comune.
Frequenta fondali scogliosi più profondi dei congeneri, raramente sale sopra i 15-20 metri e si può incontrare fino a 100 metri, in inverno scende a quote inferiori. Si trova spesso nel coralligeno.

## Descrizione
È simile agli altri Labrus come forma del corpo, è piuttosto allungato ed ha labbra e denti molto sviluppati. 
Questa specie mostra un netto dimorfismo sessuale nella livrea e ha una colorazione vivace e inconfondibile:
- il maschio ha colore rosa salmone vivo con numerose linee blu elettrico che si intersecano su testa e fianchi ma non sulla parte posteriore della pinna dorsale, che è aranciata, e sul ventre. Le pinne sono bordate di azzurro e le pinne ventrali e la pinna anale sono giallo aranciato con bordi blu, alcuni esemplari hanno una vasta area bianca su testa e dorso
- femmine e giovani sono invece di colore rosa salmone o arancio con tre o quattro macchie nere nella parte posteriore del dorso, talvolta intervallate da macchiette bianche[6].

Cresce fino a 40 cm e può raggiungere i 20 anni di età.

## Biologia

### Comportamento
È una specie sospettosissima e difficile da avvicinare sott'acqua. È generalmente solitario.

### Alimentazione
Si ciba di invertebrati bentonici, soprattutto a guscio duro; talvolta si ciba anche di altri pesci ossei.

### Riproduzione
Avviene in primavera-estate, le uova (circa un migliaio) vengono deposte in un nido, dopo combattimenti tra maschi. Come molti labridi è ermafrodita proterogino; impiega 7 mesi a cambiare sesso.

## Pesca
Si cattura soprattutto per caso, sia con lenze innescate con vermi marini che con reti. Le sue carni sono mediocri, utili per zuppe di pesce.

## Conservazione
L. mixtus è classificato come "a rischio minimo" (LC) dalla lista rossa IUCN perché, nonostante alcune sue popolazioni risentano del degrado degli habitat costieri, è una specie il cui ampio areale si sovrappone a diverse aree marine protette.